# Condado de Lee (Arkansas)
O Condado de Lee é um dos 75 condados do estado americano do Arkansas. Sua capital é Marianna. Sua população, segundo o censo americano de 2000, é de 12 580 habitantes.